# داود أوجروندك
داود أوجروندك (بالبولندية: Dawid Ogrodnik)‏ هو ممثل بولندي، ولد في 28 مايو 1986 في بولندا.

## وصلات خارجية
- داود أوجروندك على موقع IMDb (الإنجليزية)
- داود أوجروندك على موقع قاعدة بيانات الأفلام العربية
- داود أوجروندك على موقع ألو سيني (الفرنسية)
- داود أوجروندك على موقع أول موفي (الإنجليزية)
- داود أوجروندك على موقع قاعدة بيانات الأفلام السويدية (السويدية)
- داود أوجروندك على موقع قاعدة بيانات الفيلم (الإنجليزية)
- داود أوجروندك على موقع كينوبويسك (الروسية)